# Verte

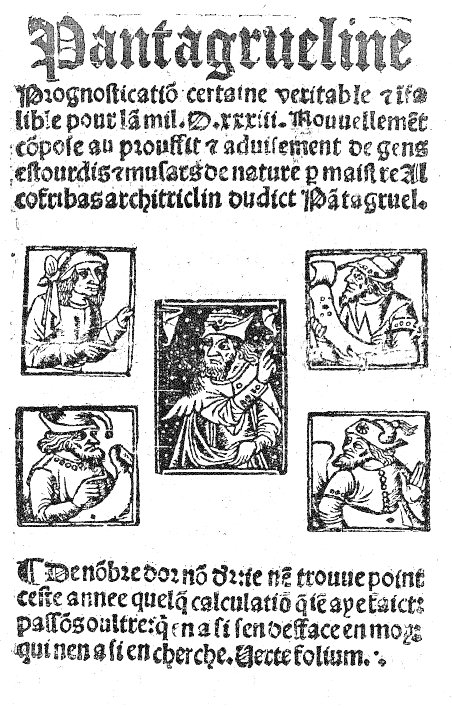
Verte folium na okładce dzieła Rableais'go Pantagrueline Pronostication (1532)

Verte (z łac. „odwróć”) – słowo umieszczane na końcu stronicy (recto), wskazujące znajdowanie się dalszego ciągu tekstu na odwrocie (na stronie verso).
Verte jest głównie umieszczane na ulotkach i folderach, a także na notatkach odręcznych, kiedy zachodzi obawa niedomyślenia się przez czytelnika znajdowania się dalszego ciągu na odwrocie (głównie wtedy, gdy z tekstu nie wynika jego kontynuacja).
Odpowiednikiem polecenia verte w tekstach gazetowych najczęściej jest dopisek typu „cd. na str. 14” – umieszczony pod ostatnim łamem (często jest to znak graficzny).